# Jens Reynders
Jens Reynders (Tongeren, 25 mei 1998) is een Belgisch wielrenner die sinds 2025 rijdt bij Wagner Bazin WB.

## Overwinningen
2019
Grand Prix de la ville de Pérenchies

## Resultaten in voornaamste wedstrijden
|      | \| Jaar \| Gent-Wevelgem \| Ronde van Vlaanderen \| Parijs-Roubaix \| Amstel Gold Race \| Waalse Pijl \| Parijs-Tours \| \| ---- \| ------------- \| -------------------- \| -------------- \| ---------------- \| ----------- \| ------------ \| \| 2021 \| \| \| \| \| \| 56e \| \| 2022 \| \| \| 64e \| 115e \| opgave \| \| \| 2023 \| 72e \| opgave \| 119e \| \| \| \| \| 2024 \| \| \| \| \| \| 71e \| \| 2025 \| \| opgave \| \| \| \| \| |                      |                |                  |             |              |
| Jaar | Gent-Wevelgem | Ronde van Vlaanderen | Parijs-Roubaix | Amstel Gold Race | Waalse Pijl | Parijs-Tours |
| 2021 | |                      |                |                  |             | 56e          |
| 2022 | |                      | 64e            | 115e             | opgave      |              |
| 2023 | 72e | opgave               | 119e           |                  |             |              |
| 2024 | |                      |                |                  |             | 71e          |
| 2025 | | opgave               |                |                  |             |              |

## Ploegen
- 2017 –  Leopard Pro Cycling
- 2018 –  Leopard Pro Cycling

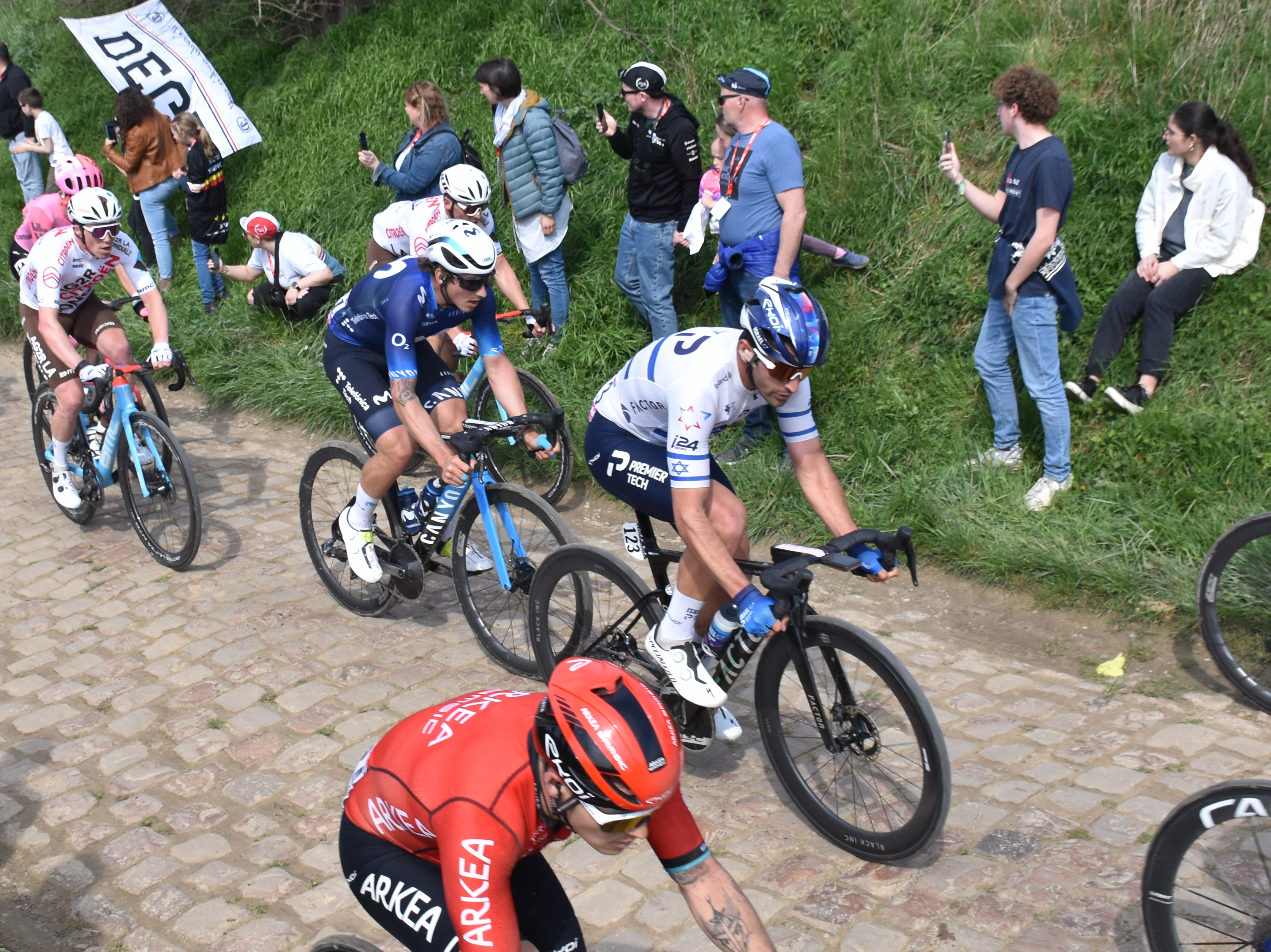
Jens Reynders in Parijs-Roubaix 2023

- 2019 –  Wallonie-Bruxelles Development Team
- 2020 –  Hagens Berman Axeon
- 2021 –  Topsport Vlaanderen-Baloise
- 2022 –  Topsport Vlaanderen-Baloise
- 2023 –  Israel-Premier Tech
- 2024 –  Bingoal WB Devo Team
- 2025 –  Wagner Bazin WB

Apers · Berckmoes · Bonneu · Braet · Colman · 
De Pestel · De Vylder · De Wilde · Dens · 
Fretin · Ghys · Herregodts · Hesters · Marit · Mertens · Reynders · Van Poucke · Van Rooy · Vanhoof · Verwilst · Weemaes
Berwick · Boivin · Clarke · Einhorn · Frigo · Froome · Fuglsang · Gee · Goldstein · Hermans · Hollenstein · Hollyman · Houle · Impey · Jones · Neilands · Nizzolo · Pozzovivo (vanaf 6/3) · Reynders · Riccitello · Sagiv · Schultz · Strong · Teuns · Van Asbroeck · Vanmarcke (tot 7/7) · Williams · Woods · Würtz Schmidt · Zabel · Gilmore (stagiair) · Sheehan (stagiair)